# Theerapat Laohabut
Theerapat Laohabut (thailändisch ธีรภัทร เลาหบุตร; * 23. Februar 1999), auch als Tee bekannt, ist ein thailändischer Fußballspieler.

## Karriere
Theerapat Laohabut steht seit 2019 bei Muangthong United unter Vertrag. Der Verein aus Pak Kret, einer nördlichen Vorstadt der Hauptstadt Bangkok, spielte in der höchsten Liga des Landes, der Thai League. Die Saison 2020 wurde er an den Drittligisten Ayutthaya FC nach Ayutthaya ausgeliehen. Für Ayutthaya bestritt er zwei Drittligaspiele. Anfang Juli 2020 lieh ihn der Udon Thani FC aus. Der Verin aus Udon Thani spielte in der zweiten Liga, der Thai League 2. Für Udon Thani absolvierte er neun Zweitligaspiele. Ende Dezember kehrte er zu SCG zurück. Im August 2021 wechselte er ebenfalls auf Leihbasis zum Zweitligisten Ayutthaya United FC. Für den Zweitligisten bestritt er 29 Ligaspiele. Zu Beginn der Saison 2022/23 wurde der Innenverteidiger von Muangthong an den Zweitligisten Chainat Hornbill FC verliehen. Für den Verein aus Chainat bestritt er 30 Ligaspiele. Nach der Saison kehrte er nach der Ausleihe zu Muangthong zurück. Mit Muangthong stand er am 16. Juni 2024 im Finale des Thai League Cup. Hier verlor man mit 1:0 gegen den Erstligisten BG Pathum United FC. Im Januar 2025 wurde er an den ebenfalls in der ersten Liga spielenden Nakhon Pathom United FC verliehen. Am Ende der Saison 2024/25 belegte er mit Nakhon Pathom den vorletzten Tabellenplatz und musste somit in die zweite Liga absteigen. Nach dem Ende der Ausleihe kehrte er im Sommer 2025 zu Muangthong United zurück. Nach insgesamt 25 Ligaspielen für Muangthong wurde sein Vertrag im Sommer 2025 nicht verlängert. Im Juli 2025 nahm ihn der Zweitligist Sisaket United FC aus Sisaket unter Vertrag.

## Erfolge
Muangthong United
- Thailändischer Ligapokalfinalist: 2023/24